# Tinamotaecola elegans
Tinamotaecola elegans is een luizensoort uit de familie Philopteridae. De wetenschappelijke naam van de soort is voor het eerst geldig gepubliceerd in 2002 door Hellenthal, Price en Timm.